# Sergei Iwanowitsch Kalinin
Sergei Iwanowitsch Kalinin (russisch Сергей Иванович Калинин; * 28. August 1896 in Kostroma, Russisches Kaiserreich; † 5. März 1971 in Moskau) war ein sowjetischer Theater- und Film-Schauspieler, Theaterregisseur sowie Regie- und Schauspiellehrer.

## Leben

### Erste Jahre und Theatertätigkeit
Kalinin stammte aus dem westlichen Russland. Er hatte eine Schwester namens Olga sowie einen Bruder, der in der revolutionären Bewegung gegen den Zaren aktiv war. Die Familie lebte in ärmlichen Verhältnissen, Sergei musste nach drei Klassen die Schule abbrechen und arbeitete bis 1915 in einer Tabakwarenfabrik sowie als Helfer in einem Bekleidungsgeschäft. Außerdem sang er in jungen Jahren im Kirchenchor.
Von 1915 bis 1917 diente Kalinin beim Militär, im August 1919 meldete er sich freiwillig zur Roten Armee und war dort als Schreibkraft und Künstler tätig. 1920 kehrte er krankheitsbedingt in seine Geburtsstadt zurück und begann dort Theater zu spielen.
1927 zog Kalinin nach Moskau und erhielt ein Engagement beim Maly-Theater, wechselte aber bereits im darauffolgenden Jahr an das Moskauer Akademische Künstlertheater (MXAT). Dessen Mitbegründer Konstantin Stanislawski schätzte Kalinin nach dessen eigenen Aussagen nicht, jedoch genoss er die Unterstützung Wladimir Nemirowitsch-Dantschenkos. In den späten 1930er Jahren erhielt er das Amt des MXAT-Parteisekretärs und war damit auch für die kriegsbedingte Evakuierung nach Saratow und später Swerdlowsk zuständig. 
Neben seiner Schauspieltätigkeit auf der Bühne arbeitete Kalinin ab 1935 für ein Jahr als Regielehrer am Moskauer Jugendtheater und unterrichtete Schauspieler am Staatlichen Institut für Theaterkunst. Von 1935 bis 1950 hatte er außerdem eine Stelle als Regielehrer an der Moskauer Stadttheaterschule inne und war von 1952 bis 1954 leitender Regisseur des Ersten dramaturgischen Theaters der sowjetischen Truppen in der DDR. Im Jahr 1959 beendete er seine aktive Bühnenlaufbahn, lehrte aber weiterhin am Institut für Kultur, inszenierte Stücke an Volkstheatern und war in Filmen zu sehen.

### Filmlaufbahn, Ehrungen und Lebensende
Seinen ersten Auftritt vor der Kamera hatte Kalinin 1926 in dem Politdrama П.К.П. (P.K.P.), das nächste Filmengagement folgte jedoch erst 14 Jahre später in der Komödie Небеса (Nebesa) von Juri Wiktorowitsch Taritsch. Nach dem Krieg durfte er mit den Auftritten in Das Lied von Sibirien und Der Revisor (beide 1952) zwei seiner wichtigsten Rollen geben. Kalinin spielte unter bekannten Regisseuren wie Alexander Medwedkin (Освобождённая земля, Oswoboschdjonnaja semlja, 1946), Alexander Ptuschko (Sadkos Abenteuer, 1952) und Juri Oserow (Сын, Syn, 1955). Neben abendfüllenden Spielfilmen war er auch in vier Bühnenaufzeichnungen, beginnend mit der Gogol-Adaption Мёртвые души (Mjortwyje duschi, 1960), und dem Kurzfilm Надпись на срубе (Nadpis na srube, 1968) zu sehen. In Letzterem, der auf einer Erzählung von Janka Bryl basiert, gab Kalinin seine einzige Hauptrolle. 1969 beschloss er seine Filmlaufbahn als Statist in Только три ночи (Tolko tri notschi) nach der Erzählung Ночь (Notsch) von Alexander Michailowitsch Borschtschagowski.
Kalinin war Träger der Titel Verdienter Künstler der RSFSR (1938) und Verdienter Kunstschaffender der RSFSR (1948). Er starb 74-jährig an Lungenkrebs, seine Urne wird in einem Kolumbarium auf dem Donskoi-Friedhof verwahrt.

## Privates
Kalinin lernte 1929 während einer Tour in Kiew seine spätere Frau Nadeschda Jewgenjewna kennen, beide heirateten bald nach dem ersten Treffen. Sie trat in der ukrainischen Hauptstadt als Schauspielerin auf, folgte nach der Hochzeit jedoch ihrem Mann nach Moskau. Bereits 1930 kam die gemeinsame Tochter Natalja zur Welt. Diese gebar wiederum 1954 eine Tochter namens Olga, verstarb aber rund sechs Monate später. Die Kalinins adoptierten daraufhin ihre Enkelin.
Während Sergei Kalinin vor der Kamera meist volkstümliche Charaktere gab, pflegte er privat ein aristokratisches Auftreten.

## Filmografie (Auswahl)
- 1948: Das Lied von Sibirien (Skasanije o semle Sibirskoi)
- 1952: Sadkos Abenteuer (Sadko)
- 1954: Ernst Thälmann – Sohn seiner Klasse
- 1955: Der Sohn (Syn)
- 1959: Die diebische Elster (Soroka-worowka)
- 1960: Brot und Rosen (Chleb i rosy)
- 1960: Auferstehung (Woskresenije)
- 1969: Die Brüder Karamasow (Bratja Karamasowy)
- 1969: Kleiner Kranich (Schurawuschka)